# Flatulență
Flatulența este eliberarea unui amestec de gaze (flatusul) produs de bacterii (Methane bacteria; Methane bacteria Smithy) simbiotice și drojdii care trăiesc în tractul gastrointestinal al mamiferelor. Flatusul este eliberat sub presiune prin anus, de obicei însoțit de miros și sunet. A elibera flatus este cunoscut colocvial ca a se pârțâi, a se băși, a trage un vânt.
Anumite alimente favorizează fermentația bacteriană și produc mai multe gaze intestinale.. 
Toți oamenii produc câțiva litri de gaze în fiecare zi în urma proceselor de digestie. Parțial, aceste gaze sunt reabsorbite în circuitul sanguin și eliminate prin respirație iar ce rămâne sunt eliminate direct din intestin. Se consideră că flatulența este excesivă dacă se depășesc 20 de eliminări de gaze pe zi.
O cauză pentru gazele intestinale în exces o reprezintă înghițirea aerului în timpul meselor sau consumul de lichide în timpul vorbirii (aerofagie). Anumite mâncăruri și băuturi (cele acidulate) pot contribui, de asemenea, la formarea și acumularea de gaze.
Persoanele care suferă de sindromul colonului iritabil au dureri abdominale recurente, cu diaree sau constipație. O senzație de balonare, precum și flatulența excesivă sunt adesea prezente. Mai rar, flatulența excesivă poate fi semnul unei slabe absorbții a alimentelor, precum în intoleranța la lactoză sau boala celiacă. În aceste cazuri sunt în general prezente și alte simptome.
99% din gazele intestinale sunt lipsite de miros (oxigen, dioxid de carbon, hidrogen, azot, metan etc.). Mirosul se datorează unor mici cantități de gaze sulfurice produse prin descompunerea resturilor de mâncare digerată (de exemplu fibre alimentare) din intestine de către bacterii.
Faptul că gazele proprii nu par a mirosi la fel de rău ca cele ale altor persoane se pare că are mai degrabă o explicație psihologică decât una fiziologică: creierul „recunoaște” mirosul corpului propriu ca fiind ceva ce nu este „periculos”.
Ministrul britanic al Schimbării Climatice, Lady Verma, a avertizat populația să mănânce mai puțină fasole pentru a reduce flatulențele, deoarece metanul emanat prin flatulație este un factor cauzator al încălzirii globale.